# FC岐阜 STEP BY RADIO
『FC岐阜 STEP BY RADIO』（エフシーぎふ ステップバイレディオ）は、エフエム岐阜（Radio80）で放送されているFC岐阜応援番組である。
2011年4月2日より毎週土曜12:00 - 12:30に放送。

## 内容
- 毎回、FC岐阜の選手2名（2週ごとに入れ替わり）をゲストに迎えて、近況やチームに対する思いを聞く。

## 出演者
- 西村知穂
- 平松伴康（2012年3月まで）
- 高橋みつる（2012年4月より）